# Al Hollywood madrileño
 Al Hollywood madrileño  es una comedia vanguardista y experimental española dirigida por Nemesio M. Sobrevila estrenada en el año 1927 y rodada en Bilbao, Huesca y Biarritz. Cuenta con un título alternativo: Lo más español. Película muda en B/N.